# Љуиза Гега
Љуиза Гега (алб. Luiza Gega; Дибер 5. новембар 1988) је албанска атлетичарка специјализована за трчање на средње стазе (800 м, 1.500 м, 3.000 м, 5.000 м, 3.000 м препреке). У свакој од ових дисциплина Гега ја првакиња и национална рекордерка Албаније. Живи у Драчу. Дипломац је Универзитета за спорт у Тирани.

## Спортска биографија
На првом значајнијем међународном такмичењу Треће лиге Еврпског екипног првенства 2010. и обедила у обе трека на којима је учествала (880 м и 1.500 м), поставши једини атлетичаз Албаније који је победио. Земља је завршила као претпоследња у екипном такмичењу.тимском такмичењу. Први велико такмичење у појединачној конкуренцији било је Европско првенство у дворани 2011. одржано у Паризу. У квалификација трке на 800 метара, завршила је као последња, поставивши лични рекорд.
Гега је на првенству Албаније у 2011. поставина националне рекорде у тркама на 800 м (2:02,94) и 3.000 метара са препрекама (9:54,72). На екипном првенству Европе поновила је успехе са претходног, сребро на 3.000 м са препрекама (10:02,88) и злато на 1.500 м (4.19,50). Ове медаље су биле једине за Албанију на овом екипном такмичењу. Исте године у кратком периоду, учествовала је на још три значајнија такмичење: Балканским играма, Универизијади и Светском првенству у Тегуу. На Балканским играма, постиже нове успехе освојовши „злато“ на 1.500 м. са личним рекордом (4:14,22) и „сребро“ на 3.000 м. са препрекама и поново је једини освајач медаља за своју земљу. Универзијаду у Шенџену завшила је у полуфиналу са 7 резултатом 2:04,13 на 800 м. Иако је имала бољи резултат од све три такмичарке из друге полуфиналне групе, због пропозиција такмичења није се пласирала у финале. Као једини представник своје земље учествује на светском првенству. Испала је у квалификацијама са 5. резултатом у своји квалификациој групи (2.03,21).
У зимској сезони 2012. Гага постаје првак Балкана на 1.500 метара у дворани, са нови националним рекордом (4:10,75), међутим ма наредном Светском првенству у дворани одржаном исто у Истанбулу, резултатом 4:13,45 није успела да се квалификује за финале.
На Светском првенству у дворани 2014. била је седма са временом 4:08,24.
Сезону 2015. успешно је започела на првом митингу Дијамантска лиге Атлетском супер гран прију Катара у Дохи националним рекордом на 1.500 м 4:02,63. Учествовала је у екипној конкуренцији на 1. Европским играма 2015. у Бакуу, где се посебно истакла освајањем првог места на 1.500 м резултатом 4:11,58 и као друга на 800 м са 2:02,36.

## Значајнији резултати
| Година   | Такмичење                              | Мњсто          | Дисциплина       | Пласман  | Резултат |  |
| Албанија | Албанија                               | Албанија       | Албанија         | Албанија | Албанија |  |
| -------- | -------------------------------------- | -------------- | ---------------- | -------- | -------- |  |
| 2010     | Трећа лига екипног Европског првенства | Марса          | 800 м            | 1.       | 2:07,39  |  |
| 2010     | Трећа лига екипног Европског првенства | Марса          | 1.500 м          | 1.       | 4:23,20  |  |
| 2011     | Европско првенство у дворани           | Париз          | 800 м            | 17.      | 2:08,75  |  |
| 2011     | Трећа лига екипног Европског првенства | Рејкјавик      | 1.500 м          | 1.       | 4:19,50  |  |
| 2011     | Трећа лига екипног Европског првенства | Рејкјавик      | 3.000 м препреке | 2.       | 10:02,88 |  |
| 2011     | Балканске игре                         | Сливен         | 1.500 м          |          | 4:14,22  |  |
| 2011     | Балканске игре                         | Сливен         | 3.000 м препреке |          | 10:02,35 |  |
| 2011     | Универзијада                           | Шенџен         | 800 м            | 7.       | 2:04,13  |  |
| 2011     | Светско првенство                      | Тегу           | 800 м            | 28.      | 2:03,21  |  |
| 2012     | Балканске игре                         | Истанбул       | 1.500 м          |          | 4:10,75  |  |
| 2012     | Светско првенство у дворани            | Истанбул       | 1.500 м          | 13.      | 4:13,45  |  |
| 2012     | Европско првенство                     | Хелсинки       | 1.500 м          | 13.      | 4:12,54  |  |
| 2013     | Балканске игре                         | Истанбул       | 1.500 м          |          | 4:09,90  |  |
| 2013     | Европско првенство у дворани           | Гетеборг       | 800 м            | БП       | Дискв.   |  |
| 2013     | Медитеранске игре                      | Мерсин         | 800 м            | 4.       | 2:01,96  |  |
| 2013     | Медитеранске игре                      | Мерсин         | 1.500 м          |          | 4:05,63  |  |
| 2013     | Универзијада                           | Казањ          | 1.500 м          |          | 4:08,71  |  |
| 2013     | Светско првенство                      | Москва         | 1.500 м          | 19.      | 4:08,79  |  |
| 2014     | Светско првенство у дворани            | Сопот          | 1.500 м          | 6.       | 4:08,24  |  |
| 2014     | Европско првенство                     | Цирих          | 1.500 м          | 13.      | 4:12,25  |  |
| 2015     | Европске игре — Трећа лига             | Баку           | 800 м            | 2.       | 2:02,36  |  |
| 2015     | Европске игре — Трећа лига             | Баку           | 1.500 м          | 1.       | 4:11,58  |  |
| 2015     | Светско првенство                      | Пекинг         | 1.500 м          | 21.      | 4:09,36  |  |
| 2016     | Светско првенство у дворани            | Портланд       | 1.500 м          | 16.      | 4:16,12  |  |
| 2016     | Европско првенство                     | Амстердам      | 3.000 м препреке | 2.       | 9:28,52  |  |
| 2016     | Олимпијске игре                        | Рио де Женеиро | 3.000 м препреке | 48.      | 9:58,49  |  |
| 2017     | Европско првенство у дворани           | Београд        | 1.500 м          | 5.       | 4:11,64  |  |

## Лични рекорди
Сви лични рекорди Љуизе Гега су и национални рекорди Албаније.,
| Дисциплина       | Резултат | Место                       | Датум             |
| ---------------- | -------- | --------------------------- | ----------------- |
| на отвореном     |          |                             |                   |
| 800 м            | 2:01,31  | Тбилиси, Грузија            | 21. јун 2014.     |
| 1.500 м          | 4:02,63  | Доха, Катар                 | 15. мај 2015.     |
| 3.000 м          | 8:46,61  | Елбасан, Албанија           | 24. мај 2022.     |
| 5.000 м          | 15:16,47 | Крајова, Румунија           | 19. јун 2022.     |
| 10.000 м         | 32:16,25 | Бирмингем, Велика Британија | 5. јун 2021.      |
| 3.000 м препреке | 9:10,04  | Јуџин, САД                  | 20. јул 2022.     |
| Маратон          | 2:35:34  | Скопље, Северна Македонија  | 4. октобар 2020.  |
| у дворани        |          |                             |                   |
| 800 м            | 2:02,27  | Пиреј, Грчка                | 10. фебруар 2013. |
| 1.500 м          | 4:06,66  | Истанбул, Турска            | 17. фебруар 2017. |
| 3.000 м          | 8:44,46  | Карлсруе, Немачка           | 31. јануар 2020.  |